# サンバイオ
サンバイオ株式会社 (英: SanBio Company Limited) は、再生細胞医薬品の開発・製造・販売を行っている企業。

## 沿革
- 2001年2月 アメリカ・カリフォルニア州においてSanBio, Inc.として創業
- 2013年2月  日本法人としてサンバイオ株式会社を設立
- 2015年4月  東証マザーズ上場
- 2019年1月 4営業日連続ストップ安を記録した。
- 2023年1月 代表取締役副社長 執行役員 COOの辻村 明広が辞任[3]、三菱ケミカルグループの執行役エグゼクティブバイスプレジデント ファーマ所管に就任[4]。
- 2024年6月19日 外傷性脳損傷の患者に幹細胞を移植して改善を促す再生医療製品「アクーゴ」(開発名:SB623)が条件及び期限付き承認された。承認期限は7年間である。部会での検討では同等性や同質性などは確認できなかった。しかし外傷性脳損傷は他に有効な治療薬がないことから、データを改めて提出することを前提に了承された。今後の治療効果をみながら改めて評価を続ける[5]。